# Суверенитет
Държавният суверенитѐт (на френски: souveraineté – „върховна власт“) е неотчуждаемо юридическо качество на независима държава, символизиращо нейната политическо-правна самостоятелност, висша отговорност и ценност като първичен субект на международното право; необходимо за изключителното върховенство на държавната власт и предполагащо независимост от властта на друга държава; възникващо или изчезващо по силата на доброволни изменения на статуса на независимата държава като цялостен обществен организъм; обусловено от правовото равенство на независими държави и стоящо в основата на съвременното международно право.
Суверенитетът е изключителното право да се упражнява върховна власт над географски регион или група от хора (напр. нация или племе). Обикновено правителството или друго политическо представителство осъществява суверенните права, въпреки че в някои случаи тези права се упражняват от един човек. Монарх, който управлява суверенна държава, може да бъде наричан суверен на тази държава. Като понятие суверенитетът се определя като върховенство, независимост и самостоятелност на властта на определена държава във вътрешните и външните ѝ работи. Основа на суверенитета е правото на нациите за самоопределение. Суверенитетът е основен принцип на международното публично право, отразен в Устава на ООН. Суверенитетът бива държавен, народен и национален.

## История
Корените на категорията „суверенитет“ могат да бъдат намерени във Вестфалския мирен договор от 1648 г., чрез който за първи път се обособява ролята на държавата като субект на международната политика. Категорията получава разпространение в края на XIX век заедно с категорията „държава“.

### Тълкувания
В теорията съществуват различни определения за суверенитет. Българският тълковен речник го дефинира като:
- 1. Право на върховна власт;
- 2. Вътрешна и външна независимост на държавата.

Терминологичният юридически речник определя суверенитета като върховенство и независимост на държавната власт, нейно най-важно качество, характеризиращо политико-правната ѝ същност.
В суверенитета се включват 2 основни понятия:
- 1) държавен суверенитет – върховенство на държавната власт вътре в страната, нейната пълна самостоятелност и независимост от властта на други държави;
- 2) народен суверенитет – пълновластие на народа като източник на властта и възможност да участва в управлението на държавата.

Според българо-английския юридически речник, суверенитетът е върховната власт в държавата, това е властта на институцията, лицето или органът, който разполага с окончателната власт да налага закони върху всички останали в държавата и с правомощията да променя всеки предишен закон. Политическият характер на държавата определя кой и как упражнява тази власт.
От анализа е видно, че суверенитетът е сложна комплексна категория, която има множество правни, политически, дипломатически, военни, институционални, икономически, културологични и пр. аспекти. Нейната комплексност се дължи именно на това многообразие на аспекти, а сложността – на многопосочните вътрешни връзки между отделните ѝ компоненти и трудно подаващите се на изследване взаимодействия между тях.
Обобщавайки различните определения може да се посочи, че суверенитет, като категория, ...отразява способността и възможността на обществото и на създаваните от него държавни институции самостоятелно да решават въпросите на държавното устройство, да провеждат независима външна и вътрешна политика в интерес на личността и обществото... От анализа на цитираното определение може да се направи изводът, че суверенитетът в определена степен изразява и такова състояние на обществото, при което са създадени благоприятни условия за защита на интересите на страната във всичките им аспекти.
Доминиращата теза на абсолютния суверенитет е, че „държавата има право да предприема всички мерки, за да оцелее“. За целта тя може да елиминира както вътрешни, така и външни заплахи. В категорията се включва и представата за независимост, самостоятелност на страната и населяващия я народ (нация), откъдето идва и понятието „национален суверенитет“.
В категорията „суверенитет“ се съчетават две начала – върховенството и независимостта, което означава съединяване в него на прерогативите на правата и свободите. Ето защо по отношение на държавата суверенитетът има същия смисъл, както за личността понятието „права и свободи“. За суверенната държава това е не само право на независимост и свобода от посегателства отвън и отвътре, но и право да управлява, заповядва; свобода да взема решения, да осъществява всички функции на върховната власт. Поради тази причина защитата на суверенните права, на правото самостоятелно да се осъществява външна или вътрешна политика са много важни характеристики на държавата.

## Измерения на суверенитета
Суверенитетът има политически, икономически и правни измерения. Негова материална основа е владеенето на територия, на определена собственост, на културните достояния на нацията. Политическа основа са съществуването на стабилна, работеща държава, наличието на достатъчно развита политическа организация и структура на властта. За правна основа на суверенитета служат конституциите, декларациите, общоприетите принципи на международното право, които фиксират суверенното равенство на държавите, тяхната териториална цялост, ненамесата във вътрешните и външните им работи, правото на нациите на самоопределение. Това разбиране за държавен и национален суверенитет е закрепено в Устава на ООН.
В международното право важен аспект на суверенитета е върховният контрол на самата държава върху нейните вътрешни дела при спазване на задължителните ограничения, наложени от международното право. Тези ограничения включват, в частност, международните закони за човешките права и нормите, забраняващи използване на сила. Никоя държава или международна организация няма право да се намесва в неща, които попадат в обхвата на вътрешната юрисдикция на друга държава. Концепцията за държавния суверенитет е изложена в Декларацията за принципите на международното право (Резолюция 2625), обявена от Общото събрание на Обединените нации през 1970 г.

## Суверенитет и глобализация
През последните няколко десетилетия се наблюдава процес на размиване на националния суверенитет. Тази тенденция е свързана със създаването на система от международни организации и договорености по време на блоковото разделение на света. Днес тя става по-отчетлива, в резултат на активизирането на ролята на междуправителствените и международните интеграционни организации (ООН, Световна търговска организация, НАТО, Европейски съюз, ОССЕ, и др.). Тези организации първоначално са своеобразни „проводници“ на политиката на държавите участнички, но постепенно започват да играят самостоятелна роля и оказват значително влияние както на международните отношения като цяло, така и на своите създатели.
Във връзка с развитието на процеса на глобализация напоследък се налага и едно ново тълкование на категорията „суверенитет“. То се свързва с факта, че в новите условия, интересите на държавата, институциите и отделните личности могат да бъдат застрашени и извън формалните граници на страната, при което основен източник на опасност е световния тероризъм. Тъй като тероризмът, като явление, има трансграничен характер се налага държавата да предприема мерки за защита на своите интереси (т.е. да се стреми да запази своя суверенитет) и извън границите на страната. Тази тенденция се задълбочава и от процеса на размиване на границите в условията на изграждане на единното европейско пространство.

## Суверенитет и морско право
Дотолкова, доколкото националните интереси на страната обхващат всички сфери на обществения живот, то неминуемо се разкриват аспекти на суверенитета, кореспондиращи с дейността на институциите, организациите и гражданите, свързана с използване на морето. Най-често тези дейности се осъществяват в НМП, някои от които са неделима част от територията на държавата, а в други тя има свои международно регламентирани права и респективни интереси.
В този смисъл естествено трябва да се дефинира правото и способността на страната да устоява своите права и интереси в НМП, които могат да бъдат определени като морски суверенитет.
Изхождайки от основната дефиниция на категорията „суверенитет“, понятието „морски суверенитет“ може да се дефинира като присъщо право на всяка държава да упражнява пълен контрол и да определя реда за използване на морските си пространства. Анализът на тази формулировка показва, че изразът „присъщо право“ не дава достатъчно добро обяснение на различната степен, в която държавите могат за защитават суверените си и така да отстояват своите интереси в НМП. Ето защо морският суверенитет трябва да се разглежда, като понятие, което ....отразява способността и възможността на държавата самостоятелно да упражнява пълен контрол и да определя реда за използване на морските си пространства в интерес на личността и обществото.
Правните аспекти на понятието могат да бъдат разкрити на базата на нормите, установени от Конвенцията по морско право, която предоставя различни суверенни права на крайбрежната държава в нейните морски пространства.
Морският суверенитет на страната е неделим от нейния суверенитет върху територията и въздушното пространство (т.н. въздушен суверенитет). Преобладаващата част от мероприятията и действията по тяхното осигуряване трябва да се провеждат в рамките на единна национална система, имаща обща концептуална и организационна част.
Защитата на морския суверенитет е дейност с политически, дипломатически, коалиционни, национални, военни, обществени и институционални аспекти и отговорности.
За реализирането на тази важна функция на държавното управление, насочена към отстояването на националните интереси, се привличат множество институции и организации, като при това относително най-голям дял имат въоръжените сили на Р. България. Това е установено и в Конституцията на Република България, според чл. 9 на която, въоръжените сили гарантират суверенитета, сигурността и независимостта на страната и защитават нейната териториална цялост.
При дефинирането на морския суверенитет трябва да се съобразим и с някои особености на средата, в която държавата упражнява това свое изконно право. Тази среда включва преди всичко НМП, с всички обособени в тях зони. Според принципите на международното право вътрешните морски води, териториалното море, както и въздушното пространство над тях, дъното и земните им недра, са неделима част от територията на страната, поради което тя упражнява пълен суверенитет върху тях. В останалите морски пространства Конвенцията на ООН по морско право от 1982 г. дава на крайбрежната държава само определени суверенни права, които обаче са пряко свързани с националните ѝ интереси. Ето защо се налага да се разкрият връзките на понятието „морски суверенитет“ с понятията „юрисдикция“ и „суверенни права“.
Съгласно Терминологичния юридически речник понятието „юрисдикция“ означава:
- 1. Правомощията на съд да разглежда и решава дела или да постанови определено разпореждане.
- 2. Териториалните граници, в рамките на които даден съд упражнява юрисдикция.
- 3. Териториалният обхват на законодателна компетентност на Парламента.

Освен това юрисдикцията се определя като компетентност (власт) на държавен орган да разглежда определените му дела и да издава държавен акт по тях. Тя ограничава дейността на държавните органи.

## Суверенитет и юрисдикция
Понятието „юрисдикция“ не е еднозначно за международното публично право. То включва осъществяването и на законодателна власт и в този смисъл се приближава до категорията „суверенитет“. Независимо обаче от наличието в „публичната“ юрисдикция на всичките три компонента, присъщи на суверенитета – осъществяване на законодателна, изпълнителна и съдебна дейност, цялата дейност при осъществяване на юрисдикцията се прилага в по-ограничен обем и за конкретни цели, докато при суверенитета става въпрос за пълно върховенство. Т.е. критерий в случая е обемът на упражняваните права и целите, с които тези права се упражняват. В този ред на разсъждение, суверенитетът предполага наличие на пълно и безусловно върховенство на държавната власт, без ограничение в обема и целите.

## Суверенни права и юрисдикция
Суверенните права предполагат упражняване на власт, в т.ч. законодателна, в по-ограничен обем и с по-конкретни цели в сравнение със суверенитета, но значително по-общи в сравнение с понятието „юрисдикция“. Например, съгласно чл. 56 от Конвенцията по морско право „... в изключителната икономическа зона крайбрежната държава има суверенни права за промишлено проучване и експлоатация, съхраняване и стопанисване на природните ресурси – живи и неживи, намиращи се на морското дъно, в неговите недра и в покриващите го води, както и по отношение на други дейности за икономическо разработване и експлоатация на зоната, като получаване на енергия чрез използване на водата, теченията и ветровете и юрисдикция, както се определя от съответните разпоредби на тази конвенция, по отношение на създаването и използването на изкуствени острови, съоръжения и структури; морски научни изследвания; защита и опазване на морската среда; други права и задължения, предвидени в конвенцията“.
Видно е, че юрисдикцията предполага осъществяване на права по конкретен въпрос, със строго определена, специална цел – в случая юрисдикция само и единствено за „… създаването и използването на изкуствени острови, съоръжения и структури…“.
От направения анализ се налагат изводът, че е целесъобразно да се прилага разширено тълкуване на понятието „морски суверенитет“, при което тя да се свързва както с правото на държавата да упражнява пълен контрол на морските пространства, които са част от нейната територия, така и с международно регламентираните суверенни права в останалите зони на НМП.